# Caribda
În mitologia greacă, Caribda sau Kharybdis (în limba greacă: Χάρυβδις) este un monstru acvatic care îi are drept părinți pe Poseidon și Gaia. Este înfățișat adesea sub forma unei guri imense, monstruoase, care înghite mari cantități de apă de trei ori pe zi, atrăgând în gâtlejul ei tot ce plutește și provocând un vârtej de ape uriaș. Monstrul se află aproape de Messina, pe stânca ce mărginește strâmtoarea care desparte Italia de Sicilia. De cealaltă parte a strâmtorii se afla un alt monstru, Scila. Cei doi monștri sunt atât de apropiați unul de celălalt încât o corabie nu poate să evite se treacă pe lângă unul din cele două ființe marine fără să nimerească în preajma celeilalte și să fie distrusă. De aici provine și expresia a fi între Scila și Caribda, adică a se afla într-o încurcătură, într-o primejdie din care nu se poate găsi o ieșire.
Cu toate acestea, argonauții au reușit să ocolească cele două pericole fiind conduși de Thetys, una din nereide. Ulise nu a fost însă atât de norocos; el a ales să o înfrunte pe Scila și să nu își piardă corabia în gura Caribdei (Homer, Odiseea, Cartea a XII-a).
Se spune că la început, Caribda a fost o nimfă a mării, care inunda pământurile pentru a lărgi regatul submarin al tatălui ei, Poseidon, însă a fost transformată de Zeus într-un monstru. O altă legendă spune că atunci când Heracles a adus cu sine turmele lui Gerion, Caribda i-a furat o parte din animale și le-a mâncat, stârnind mânia lui Zeus care a preschimbat-o într-o ființă monstruoasă.